# Montfaucon
Montfaucon je obec ve švýcarském kantonu Jura. Žije zde 603 obyvatel.
K 1. lednu 2009 se dříve samostatná obec Montfavergier sloučila s Montfauconem.

## Geografie

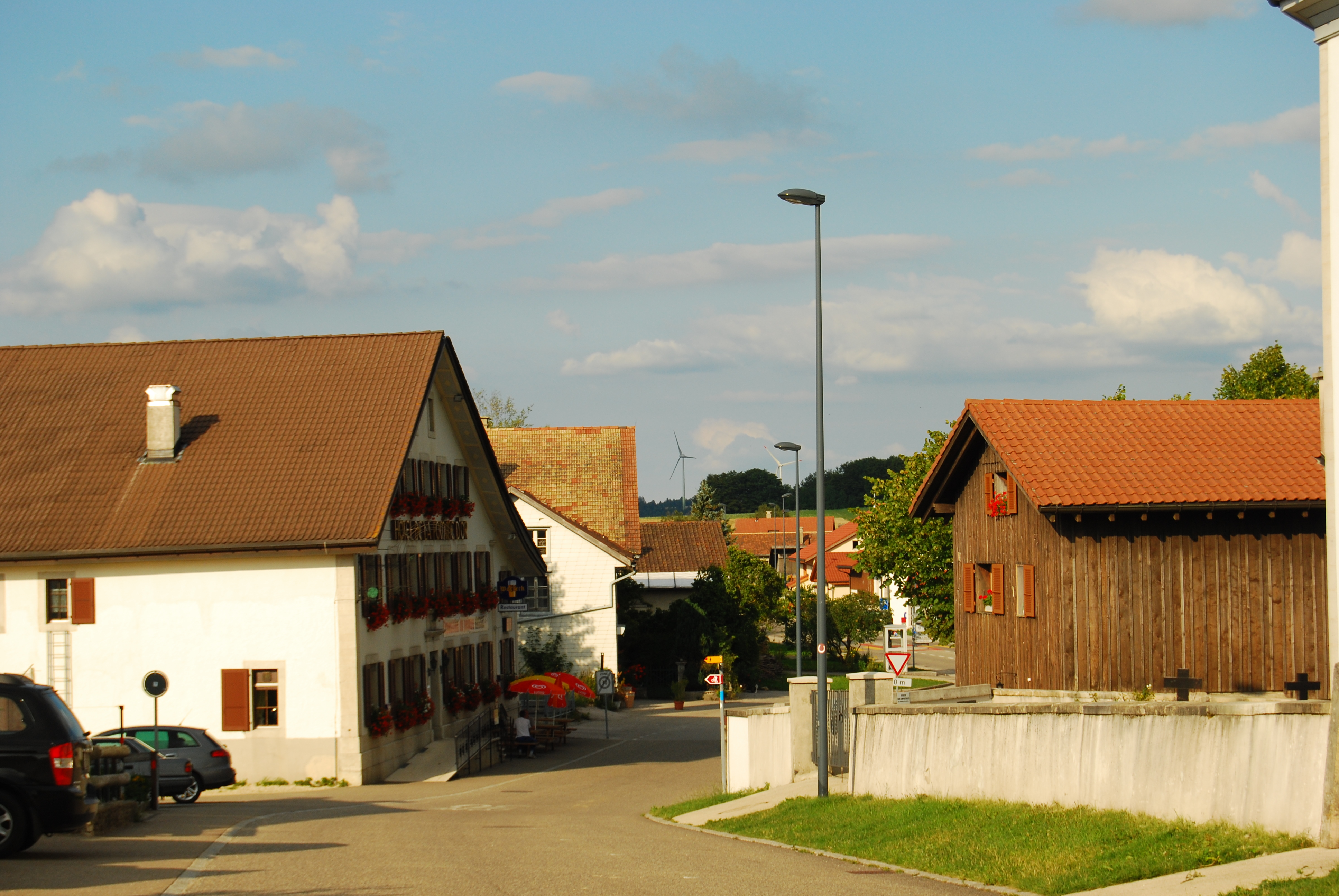
Centrum obce

Montfaucon leží v nadmořské výšce 996 m, vzdušnou čarou 5 kilometrů severovýchodně od okresního městečka Saignelégier. Obec se nachází na hřebeni s panoramatickým výhledem na náhorní plošině Jury v severovýchodní části oblasti Franches-Montagnes, jižně od hluboce zaříznutého údolí řeky Doubs.
Území obce o rozloze přes 18 km² pokrývá část mírně zvlněné náhorní plošiny pohoří Jura, kde se střídají vřesovištní sníženiny, většinou bez povrchového odvodnění, s vápencovými vrcholky kopců. Severní část zabírá horský hřeben (až 1031 m n. m.), na němž se Montfaucon nachází. Východně od obce se nachází sníženina Plain de Saigne, která zahrnuje rašeliniště s několika rašelinnými jezírky a na severovýchodě přechází v povodí potoka Tabeillon, ovšem bez povrchového odtoku. Na jihu se rozkládají rozsáhlé jurské pastviny s velkými smrky stojícími jednotlivě nebo ve skupinách, které se střídají s několika zalesněnými plochami. Nejvyšší bod obce se nachází severovýchodně od Bois de la Chaux ve výšce 1040 m n. m. V horní části obce se nacházejí dva údolí. V roce 1997 pokrývala 4 % rozlohy obce zastavěná plocha, 29 % lesy a lesní pozemky, 66 % zemědělské plochy a necelé 1 % neproduktivní půda.
K Montfauconu patří vesnice Pré-Petitjean (928 m n. m.) v kotlině jižně od obce poblíž železniční stanice a četné jednotlivé farmy roztroušené po pastvinách Jury. Sousedními obcemi Montfaucon jsou Le Bémont, Les Enfers, Soubey, Clos du Doubs, Saint-Brais, Lajoux a Les Genevez v kantonu Jura a Tramelan v kantonu Bern.

## Historie

Letecký pohled (1955)

První zmínka o obci pochází z roku 1139 z listiny papeže Inocence II. a zní Mons Falconis. Jako součást basilejského knížecího biskupství patřil Montfaucon do 13. století k proboštství Saint-Ursanne, poté až do roku 1792 k panství Freiberge. V letech 1793–1815 patřil Montfaucon k Francii a zpočátku byl součástí départementu du Mont-Terrible, od roku 1800 byl připojen k départementu Haut-Rhin. Na základě rozhodnutí Vídeňského kongresu byla obec v roce 1815 převedena do kantonu Bern a poté 1. ledna 1979 do nově založeného kantonu Jura.
Na počátku 60. let 20. století patřila obec k odpůrcům plánované vojenské základny ve Franches-Montagnes (viz též Jurská otázka). V roce 1968 byla založena rekreační osada Reka a v roce 1988 vznikl ptačí park, který byl v roce 1996 rozšířen na zoologickou zahradu. Poté, co voliči Montfauconu 11. června 2007 schválili sloučení obou obcí a voliči Montfavergieru 12. června 2007, byl Montfavergier s účinností od 1. ledna 2009 připojen k Montfauconu.

## Obyvatelstvo
| Rok            | 1850 | 1870 | 1900 | 1910 | 1930 | 1950 | 1960 | 1970 | 1980 | 1990 | 2000 |
| Počet obyvatel | 497  | 576  | 609  | 654  | 462  | 540  | 524  | 455  | 439  | 474  | 485  |

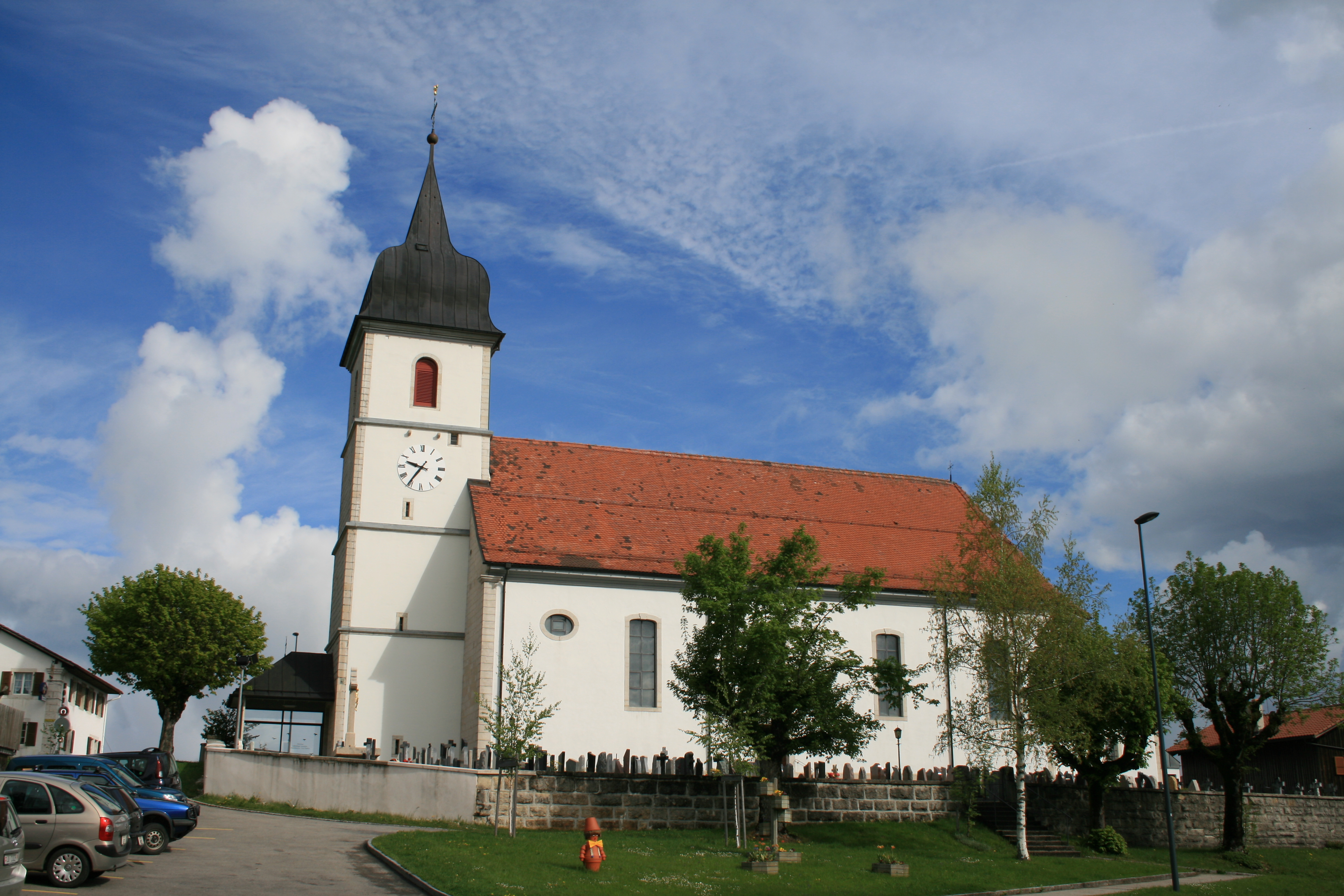
Kostel

Z celkového počtu obyvatel je 91,8 % francouzsky mluvících a 7,2 % německy mluvících (údaj z roku 2000). Nejvyššího počtu obyvatel obec dosáhla v roce 1910, poté následoval výrazný úbytek obyvatel, který se ve druhé polovině 20. století zastavil. Po roce 2000 počet obyvatel opět roste.

## Hospodářství
Montfaucon je stále převážně zemědělskou obcí s chovem dojnic a hospodářských zvířat. Další pracovní místa jsou v oboru mechaniky a hodinářství. V roce 1968 byla poblíž Montfauconu vybudována rekreační vesnice Švýcarského cestovního fondu (Reka), která výrazně podpořila turistický ruch v regionu Franches-Montagnes. Mnoho zaměstnanců také dojíždí za prací mimo obec.

## Doprava
Obec leží na hlavní silnici z Delémontu do La Chaux-de-Fonds, kudy jezdí také autobusová linka z Glovelier do Saignelégier. Dne 21. května 1904 byla otevřena železniční trať Saignelégier–Glovelier, předchůdce Chemins de fer du Jura (CJ), se stanicí ve vesnici Pré-Petitjean. Nachází se asi 1 km od Montfauconu.